# Oberea insperans
Oberea insperans är en skalbaggsart som beskrevs av Francis Polkinghorne Pascoe 1867. Oberea insperans ingår i släktet Oberea och familjen långhorningar.
Artens utbredningsområde är Sulawesi. Inga underarter finns listade i Catalogue of Life.